# Jararaca-falsa
A jararaca-falsa (nome científico: Xenodon neuwiedii, antiga nomenclatura: Ophis neuwiedii) é uma espécie de cobra da família Dipsadidae, que é encontrada no Brasil, na Argentina e no Paraguai. Seu  comprimento médio é de 50 centímetros, e costuma se achatar e deformar a cabeça em forma de um triângulo quando se sente ameaçada. Apresenta o comportamento mimético, se assemelhando e agindo como uma jararaca, de forma a afugentar os predadores. Apesar disso, ela é inofensiva e não tem veneno. Se alimenta exclusivamente de anuros, e possui dois dentes específicos para furar os pulmões da presa, de forma a evitar que ela se inche e tente escapar. É diurna e vive debaixo da camada de folhas secas no solo de florestas preservadas. É ovípara.